# Juliette Lasserre
Pour les articles homonymes, voir Lasserre.
Juliette Lasserre, née Ilse Juliette Ziegert le 14 avril 1907 à Plainpalais, Genève, et morte le 9 juillet 2007 à Muralto, est une photographe et traductrice littéraire germano-suisse.

## Jeunesse
Juliette Lasserre naît le 14 avril 1907 à Plainpalais à Genève. Ses parents sont Maximilian Ziegert (1863-1913) et Ilse Grund (1880-1928). Elle est la cadette de leurs quatre enfants. Ses trois frères sont Hellmuth Ziegert (1899-1949), Erich Ziegert (1900-1978) et Hans-Peter Ziegert (1902-1977). Son père meurt en 1913 prématurément. Au milieu des années 1920, elle commence une formation de nourrice d'enfants. Elle suit ensuite une formation de photographe au Lette-Haus,de Berlin et travaille aussi pour Karlheinz Martin à la Volksbühne de Berlin.

## Carrière professionnelle

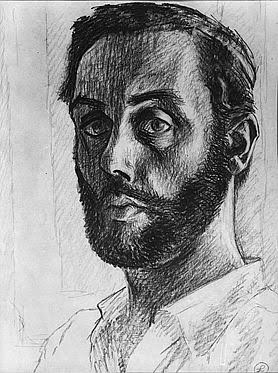
André Lasserre

Environ un an après le suicide de sa mère, Juliette Lasserre part à Paris en 1929 pour rejoindre sa tante Helen Hessel et son oncle Franz Hessel, qui vivent tous deux en ménage à trois avec Henri-Pierre Roché,. Elle trouve un emploi d'assistante auprès de Germaine Krull et épouse en 1933 le sculpteur suisse André Lasserre,, obtenant ainsi la nationalité suisse. Le couple vit d'abord dans une maison-atelier 147 rue Broca, jusqu'à ce que Juliette Lasserre ouvre un studio de photographie rue de Seine à la fin des années 1930. Elle fait la connaissance de la photographe italo-américaine Maria Eisner qui, avec Pierre Boucher et René Zuber, fonde en décembre 1934 l'agence photographique Alliance-Photo. Le nom de Juliette Lasserre figure sur l'en-tête de l'agence, 125 rue du Faubourg-Saint-Honoré. Elle compte parmi ses clients la couturière Louise Bourbon ainsi que les couturiers Jacques Heim, Kostio de War et Vanina de War.
Juliette Lasserre publie ses photographies au milieu des années 1930 dans le magazine de mode Heim de la maison de couture Jacques Heim. Entre 1937 et 1938, elle travaille continuellement à des reportages photographiques pour le magazine communiste Regards, avec un angle socio-critique, et fournit des contributions photographiques à la presse quotidienne. En février 1940, Juliette et André Lasserre obtiennent la nationalité française qu'ils avaient demandée.
Le 26 septembre 1939, le Parti communiste français, dont les Lasserre sont des fidèles, est interdit. Ils comptent parmi leurs amis Reynold Thiel ainsi que Lulu et Maurice Magis, un couple de libraires belges. Après un séjour en Allemagne et en raison du travail de Juliette Lasserre à l'agence Alliance-Photo, le couple est surveillé par la Sûreté et finalement arrêté début avril 1940, après que des documents militaires aient été trouvés dans les locaux d'habitation situés au-dessus de l'atelier de photographie rue de Seine. Lorsque la ville est occupée par les troupes allemandes le 14 juin 1940, le couple est déjà transféré à Toulon et attend son procès. Le 10 mars 1941, tous deux sont condamnés à mort par le juge Gaulène. Ils sont également déchus de leur nationalité française fraîchement acquise. Grâce à l'intervention du frère de Juliette Lasserre, Hellmuth Ziegert, un capitaine de la Wehrmacht, le couple est libéré et quitte la France pour se réfugier à Potsdam chez le deuxième frère de Juliette Lasserre, Erich Ziegert, un marchand d'art et membre du parti nazi. Des tensions idéologiques poussent les Lasserre à quitter Potsdam pour la Bavière et à survivre jusqu'à la fin de la guerre dans les environs de Prien am Chiemsee.
De retour à Paris, le jugement prononcé le 10 mars contre le couple est révisé. Après un long procès, Juliette Lasserre est expulsée du pays et André Lasserre reste en prison jusqu'en 1951. Par l'intermédiaire de Hans Habe, Juliette Lasserre travaille après la guerre pour le Münchner Zeitung et se rend à Londres en 1949. En 1952, Juliette et André Lasserre divorcent. De 1951 à 1956, Juliette Lasserre travaille pour le Bernsen's International Press Service (BIPS) et dirige pendant deux ans les bureaux de Hambourg, Munich, Cologne et Berlin. Entre-temps, elle devient traductrice, notamment en coopération avec Hedda Eulenberg, et écrit des articles pour la presse. Au début des années 1960, elle retourne dans son pays natal et travaille encore quelque temps pour le magazine féminin suisse Annabelle. Elle passe la fin de sa vie près de Locarno et meurt à l'âge de 100 ans, le 9 juillet 2007 dans la commune tessinoise de Muralto.

## Analyse de son œuvre de photographe
Lorsque Juliette Lasserre arrive à Paris à la fin des années 1920, elle trouve rapidement sa place dans le milieu artistique parisien grâce à sa tante Helen Hessel, Germaine Krull et son futur mari André Lasserre. Son nouveau milieu d'amis comprend des artistes, des hommes de lettres, des acteurs et des galeristes comme Chaïm Soutine, Francis Picabia, Man Ray, Sonia Mossé, André Breton, Louis Aragon, Paul Eluard, Jean-Louis Barrault, Pablo Picasso, Antonin Artaud, Raymond Rouleau, Robert Desnos et Léopold Zborowski. Les reportages photographiques qu'elle publie dans les années 1930 dans l'hebdomadaire communiste Regards témoignent de son grand engagement sur des thèmes tels que la pauvreté, la vieillesse, l'enfance et le travail. En 1937, elle présente sa série de photos Visages d'enfants à la galerie de Joseph Billiet.

« Juliette Lasserre tient une place à part dans la photographie contemporaine par sa volonté de ne pas se singulariser. Grâce aux moyens les plus simples, à une technique dont elle connaît les limites, cette jeune femme sait exactement transmettre ce qu'elle a voulu. Ses Visages d’enfants, documents psychologiques, états de sensibilité, attitudes, prouvent un don de perspicacité qui n'est jamais en défaut. Le moment choisi pour la prise de vue est rigoureusement celui de la plus grande intensité expressive. Et ce don donne des résultats plus émouvants et plus humains que les mises en pages pittoresques, la recherche du détail-vedette et la littérature dont on entoure absurdement ce métier sous prétexte d'art. »

— George Besson
Outre son travail pour la presse et ses expositions, elle a également trouvé des clients dans le monde des couturiers. Dans le magazine de mode Heim déjà mentionné, elle réalise des collages, dont certains en collaboration avec Dora Maar et Dora Kallmus alias Madame d'Ora. L'influence du surréalisme est reconnaissable. Dans les années qui ont suivi la Seconde Guerre mondiale, elle continue à se consacrer à des thèmes aussi bien humains que de société, comme la destruction, les expulsions et les atrocités de la guerre en Allemagne et en Europe,,.
Ses archives photographiques sont considérées comme perdues.

## Expositions
- 1934 : Galerie de la Pléiade, exposition collective, 73, boulevard Saint-Michel, Paris[20].
- 1935 : Musée des Arts Décoratifs au Pavillon de Marsan, Exposition Internationale de la Photographie Contemporaine, Paris[21].
- 1937 : Galerie Billiet-Worms, Visages d'Enfants, 30, Rue La Boëtie, Paris[22].
- 1937 : Galerie de l'art et industrie, Exposition de Photographie, Paris[23].

## Publications

### Traductions
- Vincent van Gogh, 1948, Aus den Briefen an seinen Bruder. Traduit en allemand par Juliette Lasserre et Rudolf Schröder, Drei Eulen Verlag, Düsseldorf
- François Porché, 1954, Léon Tolstoï. Die Wahrheit über sein Leben. Titre original : Portrait psychologique de Tolstoï. Traduit en allemand par Hedda Eulenberg et Juliette Lasserre. Droste Verlag, Düsseldorf
- Peter Abrahams, 1956, ...dort wo die weissen Schatten fallen. Titre original : Tell Freedom : Memories of Africa. Traduit en allemand par Juliette Lasserre et Eva Kuhn, Europäische Verlagsanstalt, Francfort-sur-le-Main
- Peter Abrahams, 1961, Schwarzer Mann im weissen Dschungel. Titre original : Mine Boy. Traduit en allemand par Juliette Lasserre et Eva Kuhn, Rex Verlag, Munich

### Articles
- Les Gitans d'Autriche sous l'occupation nazie. Monde Gitan, numéro 20, 1971, Association Notre-Dame des Gitans, 99, Rue du Bac, Paris 7ème[19].
- Brutalités policières à Lille. Monde Gitan, numéro 25, 1973, Association Notre-Dame des Gitans, 99, Rue du Bac, Paris 7e[24].